# Gunnera cordifolia
Gunnera cordifolia là một loài thực vật có hoa trong họ Dương nhị tiên. Loài này được (Hook.f.) Hook.f. mô tả khoa học đầu tiên năm 1856.